# Raitotie
Raitotie est une ceinture périphérique à Oulu en Finlande.

## Présentation
Elle mène d'est en ouest de Hiukkavaara via Rusko, Kuivasjärvi et Ritaharju à Pateniemi, reliant la route nationale 20, route nationale 4, les zones industrielles de Rusko et la route régionale 847.
Longue d'environ 13 kilomètres, la route dessert les districts de Pateniemi, Kaijonharju et Korvensuora.
En 2017-2018, Raitotie a été prolongée via Hiukkavaara jusqu'à Poikkimaantie, formant une ceinture périphérique pour Oulu. 
Les travaux de construction ont commencé en novembre 2017 et la nouvelle route a été ouverte à la circulation le 10 septembre 2018.

## Galerie

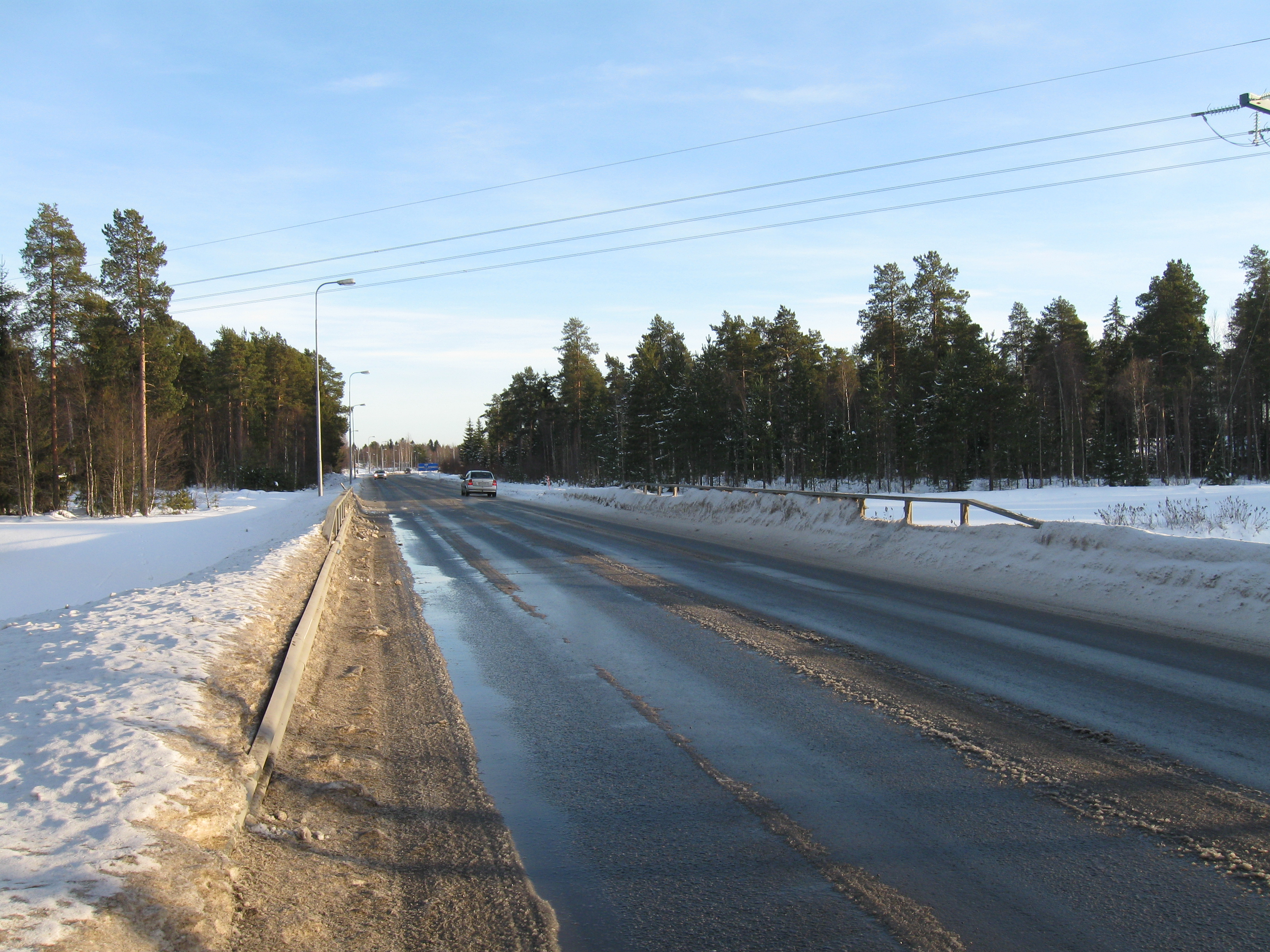
Raitotie à Ritaharju, vu en direction sud-est.